# Ducktales
Ducktales (engelska för "Anksagor"), i Sverige även kallad Ankliv eller Knatte, Fnatte och Tjatte på äventyr, i marknadsmaterial skrivet DuckTales, är en tecknad TV-serie producerad av Walt Disney Television Animation. Pilotavsnittet Treasure of the Golden Suns sändes som en två timmar lång TV-film 18 september 1987. Det sista avsnittet visades 28 november 1990. Konceptet har även spritt sig till andra former av media: en biofilm, ett stort antal serietidningsäventyr och ett par TV-spel har producerats. TV-serien fick också ett par spin-offer, Darkwing Duck och Quack Pack.
I centrum för serien står Joakim von Anka och Knatte, Fnatte och Tjatte. Serien är inspirerad av Carl Barks serietidningsäventyr med Farbror Joakim i huvudrollen - en handfull av avsnitten är dessutom mer eller mindre fria filmatiseringar av olika av Barks historier. En skillnad jämfört med serieäventyren är att Kalle Anka i serien har tagit värvning i flottan och därför endast sporadiskt förekommer i ett fåtal avsnitt. Budgeten för den första säsongen med 65 avsnitt var på 20 miljoner amerikanska dollar (cirka $300 000 per avsnitt) och animationsprocessen var utkontrakterad till TMS Entertainment i Japan.
Ducktales är än idag en av Disneys mest framgångsrika TV-serier. En nyversion av TV-serien hade premiär på Disney XD i augusti 2017.

## Karaktärer

### Äldre rollfigurer
Flera rollfigurer från Kalle Anka-serierna medverkar även i Ducktales:
- Joakim von Anka
- Knatte, Fnatte och Tjatte
- Björnligan
- Oppfinnar-Jocke och Medhjälparen
- Guld-Ivar Flinthjärta
- Magica de Hex
- Glittriga Gullan och Svarten
- Fröken Näbblund
- Alexander Lukas
- Gröngölingskåren

Även Kalle Anka själv gjorde en del gästframträdanden under första säsongen, och Ludwig von Anka medverkade i ett avsnitt. I ett annat avsnitt syns dessutom Farmor Anka i en folksamling. Också Spökplumpen, som normalt hör hemma i Musse Piggs universum, har en stor roll i ett avsnitt, även om han i den svenska dubbningen fick heta "Bläckplumpen". Även Svarte-Petter framträdde i några episoder, men han framställs som en annan karaktär i varje av sina framträdanden.

### Rollfigurer skapade förDucktales
- Sigge MacKvack
- Anki Anka
- Fru Matilda
- Albert
- Dufus
- Bubba och hans minidinosaurie Fossing
- Fenton Spadrig och hans hemliga identitet Gizmokvack
- Madame Spadrig
- Gandra Di
- Dijon

Det är också värt att notera att björnbusarna i DuckTales har utvecklat separata personligheter och egennamn, samt att de leds av en ny bekantskap - matriarken Mamma Buse (i serietidningarna kallad "Malla").
Bland mindre karaktärer, som dock återfinns i flera avsnitt, kan nämnas kapten Grimith, Kalles befäl i flottan ombord på hangarfartyget, Bensino Gasolini, italiensk playboy, racerbilsförare och pilot, Vacation Van Honk (inget namn i den svenska dubbningen), en comic relief, Folly Foghorn, skruvad fartygskapten som närmast kan beskrivas som en blandning av Knase Anka och Moby Duck samt Webra Walters skjutjärnsjournalist som sedermera även skulle komma att synas i Darkwing Duck.

## Ducktales i Sverige
Serien fick sin Sverigepremiär på TV3 hösten 1988, där den första säsongen visades under titeln Ankliv och sedan Knatte, Fnatte och Tjatte på äventyr när SVT tog över serien.
Den andra säsongen visades i Sverige på SVT 1 i programblocket Disneydags på fredagskvällar med start 13 september 1991.

### Svenska röster på TV
Flera svenska dubbningar har gjorts av serien. I den svenska dubbningen som producerades för television gjorde John Harryson Farbror Joakims röst. Knattarnas röster gjordes i säsong 1 av Staffan Hallerstam, men togs sedan över i säsong 2 och 3 av Monica Forsberg. I säsong 1 när Kalle Anka gästade några avsnitt, gjorde Andreas Nilsson den svenska rösten. Harryson och Forsberg repriserade sina roller i långfilmen Farbror Joakim och Knattarna i jakten på den försvunna lampan baserad på karaktärerna från serien och släpptes 1990.

### Svenska röster på Disney+
På streamingtjänsten Disney+ har en annan dubbning producerats och där medverkar bland annat följande skådespelare:
- Göran Engman – Farbror Joakim
- Leo Hallerstam – Knatte, Fnatte och Tjatte
- Andreas Nilsson – Kalle Anka
- Gunnar Ernblad – Albert
- Joakim Jennefors
- Johan Hedenberg
- Steve Kratz
- Mikaela Tidermark Nelson

### Svenska sånger
Signaturmelodin sjungs av Thomas Vikström i de avsnitt som dubbats av Mediadubb och av Anders Öjebo i KM Studios version.
| Melodi                   | Svensk text     | Framförd av     |                                                                 |
| ------------------------ | --------------- | --------------- | --------------------------------------------------------------- |
| Ankliv                   | Gunnar Ernblad  | Thomas Vikström | Signaturmelodi för första säsongen                              |
| Knattar                  | Monica Forsberg | Anders Öjebo    | Signaturmelodi för resterande säsonger                          |
| Bubba är bäst            |                 | "Knattarna"     | Framförd i avsnittet Time Is Money Part 3: Bubba Trubba, S02E03 |
| Alla busars boogie blues |                 | "Björnligan"    | Framförd i avsnittet Beaglemania, S03E12                        |

## Avsnittsguide
TV-serien hade premiär i USA den 18 september 1987. I det nästan två timmar långa pilotavsnittet Treasure of the Golden Suns får man se hur Kalle Anka rycker in i marinen och lämnar Knatte, Fnatte och Tjatte hos Farbror Joakim. Här presenteras också Sigge McKvack, Fru Matilda och Anki för första gången, och man får se hur det kom sig att de lärde känna Joakim och Knattarna. Treasure of the Golden Suns har senare delats upp i fem avsnitt och kom, tillsammans med de resterande 60 episoder på vardera ungefär 22 minuter som sändes fem dagar i veckan under hösten 1987, att utgöra säsong 1.
Nästan ett år senare, 25 november 1988, sändes ytterligare en två timmar lång TV-film, Time is Money, och påföljande vår, den 26 maj 1989, visades specialavsnittet Super DuckTales, även det två timmar långt. Time is Money introducerar grottankan Bubba och hans minidinosaurie Fossing, som kommer till Ankeborg och flyttar in hos Joakim efter ett långt äventyr med Oppfinnar-Jockes tidsmaskin. I Super Ducktales introduceras slutligen den sista av seriens större karaktärer - Fenton Spadrig och hans alter ego, superhjälten GizmoKvack. Vardera av dessa två specialare har, precis som Treasure of the Golden Suns, senare delats upp och visats som fem normallånga avsnitt (cirka 22 minuter). Tillsammans bildar dessa 10 avsnitt vad som normal kallas seriens säsong 2.
I oktober 1989 sändes den tredje säsongen av serien, som då visades med ett avsnitt i veckan.
I september 1990 visades den fjärde säsongen.

## Biofilmen
Den 3 augusti 1990 fick tv-seriens storhet ett tydligt erkännande, då den tecknade Ducktales-filmen Farbror Joakim och Knattarna i jakten på den försvunna lampan, gick upp på amerikanska biografer. I Sverige hade filmen biopremiär den 22 mars 1991. Den har bland annat sänts i TV3 där den under några år blev en liten påsktradition, i och med att den brukade sändas under påskhelgen.

## Serietidningarnas värld
Inspirerad av TV-serien började det även under slutet av 1980-talet att göras tecknade serier med Ducktales persongalleri. Det första som producerades var "Armstrong", som byggde på TV-seriens nionde avsnitt. I Sverige gick serieavsnittet i Kalle Ankas Disneytajm nummer 2 från 1989.
Det första avsnittet som trycktes i Sverige var dock "Skandal i Skottland" och gick i Musse Pigg & C:o nummer 1/1989. I Kalle Anka & C:o blev premiärserien "Auktionen", som gick i nummer 27 och 28 1989. Tecknare för bägge dessa serier var Millet, som under de följande åren skulle komma att teckna en mängd DuckTales-serier. Den högt skattade William Van Horn har även han skapat serier med karaktärerna från TV-serien. Dessutom var tecknarstaben Jaime Diaz Studios mycket produktiv.
1990 gav man ut två seriealbum under titeln "Knatte, Fnatte och Tjatte på äventyr", och mellan 1991 och 1993 gavs serietidningen Disney's TV-serier ut kvartalsvis. Förutom en mängd DuckTales-serier, innehöll denna tidning även serier baserade på två andra av Disneys TV-serier: Piff och Puff - Räddningspatrullen och Luftens Hjältar. 1991 utkom även seriealbumet Farbror Joakim och Knattarna i Jakten på den försvunna lampan, som bygger på Ducktales-filmen.
Efter några intensiva år blev Ducktales-serierna allt mer sällsynta i de svenska Disneytidningarna. Sedan 1998 syns de enbart i undantagsfall, och produktionen har helt upphört.
Totalt gjordes drygt 300 serieavsnitt med karaktärerna från TV-serien. Av dessa har ca 140 nått Sverige. Av de ännu opublicerade är knappt hälften ensidesserier med Sigge McKvack.

## Dator- och TV-spel
Det utgavs flera TV-spel baserade på DuckTales.
Duck Tales av Capcom gavs ut som plattformsspel till Nintendo Entertainment System och Game Boy år 1990 (1989 i USA). Det spelet fick även en uppföljare 1993, DuckTales 2 som utgavs till samma konsoler, även det av Capcom. Ett spel DuckTales: The Quest for Gold släpptes 1990 till bland annat Amiga och Commodore 64, det utgavs av Walt Disney Computer Software som numera heter Disney Interactive Studios. Detta spel är oberoende av de som utgavs av Capcom. Capcom släppte 2013 en remake på originalspelet nu vid namn "DuckTales: Remastered". Nyutgåvan finns på PC, Playstation 3, Xbox 360 och Nintendos Wii U.

## Mottagande
IGN utnämnde Ducktales till 18:e plats av topp 100 bästa animerade TV-serier.